# Groenendijkse Molen
De Groenendijkse Molen is een wipmolen aan de Groenendijksepolder in Hazerswoude-Rijndijk in de Nederlandse gemeente Alphen aan den Rijn. De molen is gebouwd ten behoeve van de bemaling van de polder Nieuw Groenendijk. Hij stond model voor de Rooie Wip, die twaalf jaar later werd gebouwd. In 1884 is het bovenhuis vernieuwd. In 1939 werd het scheprad vervangen door een schroefpomp en werd het gevlucht half-verdekkerd. In 1959 werd een elektromotor naast de molen gebouwd die de schroefpomp aandreef. Bij de laatste restauratie in 1999 is de waterloop zo aangepast dat de Groendijkse Molen zowel kan uitmalen als in circuit kan rondmalen.
In 2008 zijn door de gemeente plannen ontwikkeld om tot op korte afstand woningen te bouwen en een bedrijventerrein aan te leggen.
De Groenendijkse Molen is sinds 1966 eigendom van Rijnlandse Molenstichting en heeft de status rijksmonument. De molen is te bezoeken wanneer de molen draait.